# La Révolution surréaliste
La Révolution Surréaliste (Сюрреалистическая революция) — французский литературный журнал, основанный в 1924 году группой сюрреалистов. Идейным руководителем как движения, так и журнала был Андре Бретон. Директорами журнала от номера к номеру были Пьер Навилль и Бенжамен Пере или Андре Бретон. В течение пяти лет журнал служил средством для распространения идей сюрреализма относительно литературы, изобразительных искусств и политики. Последний номер вышел в декабре 1929. В следующем году был основан новый журнал — «Сюрреализм на службе революции».

## История создания
Создание журнала связано с официальной организацией группы сюрреалистов, последовавшей за опубликованием первого Манифеста сюрреализма. 11 октября 1924 года в Париже открылось Бюро сюрреалистических исследований — «Центр, открытый для всех, кого интересуют проявления мысли, свободные от всякой интеллектуальной задачи». Бюро и редакция журнала располагались в магазине отца Пьера Навилля. Выпуски журнала, особенно последующие, содержали также политизированные материалы антибуржуазного, антиклерикального и леворадикального характера.

## Номера журнала
Всего было выпущено 12 номеров.
- № 1: 1 декабря 1924
- № 2: 15 января 1925
- № 3: 15 апреля 1924
- № 4: 15 июля 1925
- № 5: 15 октября 1925
- № 6: 1 марта 1926
- № 7: 15 июня 1926
- № 8: 1 декабря 1926
- № 9-10: 1 октября 1927
- № 11: 15 марта 1928
- № 12: 15 декабря 1929